# Богданос, Мэттью
Мэ́ттью Фрэ́нсис Богда́нос (греч. Ματθαίος Φράνσις Μπογδάνος, англ. Matthew Francis Bogdanos; род. Нью-Йорк, Нью-Йорк, США) — американский военный деятель, полковник Резерва Корпуса морской пехоты США, помощник окружного прокурора на Манхэттене (с 1988 года), писатель, боксёр.
В 2001 году привлёк к себе внимание на государственном уровне в связи с судебным преследованием рэпера Шона Комбса, признанного невиновным в незаконном ношении оружия и взяточничестве по делу о перестрелке в ночном клубе в 1999 году.
В 2003 году, будучи на действительной военной службе в Корпусе морской пехоты США, возглавлял расследование разграблений Национального музея Ирака и сыграл важную роль в возвращении предметов древности, за что впоследствии был награждён Национальной гуманитарной медалью (США, 2005).
Лауреат Почётной медали острова Эллис (2011).

## Биография
Родился в Нью-Йорке в семье грека Константиноса и француженки Клэр. Тассос и Кириаки, родители отца Мэттью, родившегося в США, происходят с острова Лимнос (Греция). Имеет братьев Марка (двуяйцевый близнец), Константина и Дэвида. Все трое владеют ресторанным бизнесом в Нью-Джерси.
В 7-летнем возрасте вместе со своим братом-близнецом начал работать в принадлежавшем родителям греческом ресторане в Нижнем Манхэттене. В 12-летнем возрасте впервые познакомился с «Илиадой» и «Одиссеей» Гомера. Несмотря на планы родителей о поступлении сына в университет, мальчик всегда хотел стать профессиональным боксёром.
Посещал подготовительную среднюю школу в Бергене (Нью-Джерси).
Окончил Бакнеллский университет со степенью бакалавра наук в области антиковедения (1980) и Школу права Колумбийского университета со степенью в области права, а также Колумбийский университет со степенью магистра наук в области антиковедения и Армейский военный колледж США со степенью магистра наук в области стратегических исследований.
В январе 1977 года, будучи ещё на первом году обучения вуза, был зачислен на военную службу в Резерв Корпуса морской пехоты США.
В 1988 году ушёл в отставку с действительной военной службы для работы в канцелярии окружного прокурора на Манхэттене.
В 2001 году, после терактов 11 сентября, вернулся к действительной военной службе. Во время теракта была разрушена квартира Богданоса, находившаяся недалеко от Всемирного торгового центра.
Принимал участие в реализации мер борьбы с наркотиками на государственной границе между США и Мексикой, в операции «Буря в пустыне», а также проходил военную службу в Южной Корее, Литве, Гайане, Казахстане, Узбекистане и Косово.
Награждён Бронзовой звездой (США) за борьбу против «Аль-Каиды».
В марте 2003 года был повышен до звания полковника и направлен в Ирак в качестве руководителя группы. Во время его пребывания в Ираке Национальный музей в Багдаде подвергся разграблению, когда из него были похищены тысячи ценных античных экспонатов. На протяжении более пяти лет Богданос возглавлял группу по поиску украденных предметов материальной культуры. До 2006 года, благодаря его усилиям, было обнаружено около 10 000 артефактов, среди которых ваза и маска из Варки.
В соавторстве с Уильямом Патриком написал книгу «Thieves of Baghdad: One Marine’s Passion for Ancient Civilizations and the Journey to Recover the World’s Greatest Stolen Treasures», в которой авторы рассказывают о возвращении пропавших предметов древности Ирака.
В ноябре 2005 года президентом США Джорджем У. Бушем награждён Национальной гуманитарной медалью за предпринятые усилия по возвращению артефактов.
В 2009 году был направлен в Афганистан с подразделениями НАТО по борьбе с повстанцами.
В сентябре 2010 года вновь был уволен в отставку в Резерв Корпуса морской пехоты США и вернулся к работе в канцелярию окружного прокурора.
В августе 2014 года Богданос передал послу Греции в США Христосу Панагопулосу пять предметов античности для их репатриации в Грецию, где в настоящее время они экспонируются в Нумизматическом музее Афин.
В феврале 2017 года генеральный консул Греции в Нью-Йорке Константинос Кутрас принял из рук Богданоса древний мраморный саркофаг, в 1988 году украденный в Салониках (Греция) и найденный в Нью-Йорке. При этом консул подчеркнул, что «возвращение саркофага является большим и важным шагом в усилиях Греции и Эллинизма по всему миру в деле возвращения Мраморов Парфенона и всех других памятников греческой древности, незаконно удерживаемых в галереях и музеях других стран».
Бывший боксёр в среднем весе с рекордом 23—3. Продолжает заниматься боксом для благотворительного фонда «Widows and Children’s» при Департаменте полиции Нью-Йорка.
Владеет греческим языком.

## Личная жизнь
С 1995 года женат на Клаудии Такман, в браке с которой имеет детей Майкла, Диану, Джейсона и Николь. Все четверо были крещены, как и их отец, в соборе Святой Троицы.

## Награды и признание

### Военные награды США
| Бронзовый пучок дубовых листьев                                                      | | |                            |
|                                                                                      | | |                            |
|                                                                                      | | Бронзовый пучок дубовых листьев · Бронзовый пучок дубовых листьев · Бронзовый пучок дубовых листьев | Бронзовая звезда за службу |
| Бронзовая звезда за службу · Бронзовая звезда за службу · Бронзовая звезда за службу | Бронзовая звезда за службу                                                                                        | | Бронзовая звезда за службу |
| Бронзовая звезда за службу · Бронзовая звезда за службу · Бронзовая звезда за службу | | |                            |
| Бронзовая звезда за службу · Бронзовая звезда за службу                              | Бронзовая звезда за службу · Бронзовая звезда за службу · Бронзовая звезда за службу · Бронзовая звезда за службу | |                            |

| 1-й ряд |                                                                                           | Медаль «За отличную службу» с одним бронзовым пучком дубовых листьев                   | Бронзовая звезда                                                         | |
| 2-й ряд | Медаль «За похвальную службу» Министерства обороны                                        | Медаль «За похвальную службу» Вооружённых сил                                          | Медаль «За похвальную службу» за совместную службу                       | Медаль «За похвальную службу» ВМС и морской пехоты                                                               |
| 3-й ряд | Медаль «За успехи» Объединённого командования                                             | Медаль «За успехи» ВМС и Корпуса морской пехоты                                        | Единая награда воинской части с тремя бронзовыми пучками дубовых листьев | Похвальная благодарность армейской воинской части Корпуса морской пехоты США с одной бронзовой звездой за службу |
| 4-й ряд | Медаль безупречной службы в резерве морской пехоты с тремя бронзовыми звёздами за службу  | Медаль «За службу национальной обороне» с одной бронзовой звездой за службу            | Медаль экспедиционных вооружённых сил                                    | Медаль «За кампанию в Афганистане» с одной бронзовой звездой за службу                                           |
| 5-й ряд | Медаль «За Иракскую кампанию» с тремя бронзовыми звёздами за службу                       | Медаль «За службу в экспедиционных войсках глобальной войны с терроризмом»             | Медаль «За участие в глобальной войне с терроризмом»                     | Медаль «За выдающуюся службу добровольцем»                                                                       |
| 6-й ряд | Лента ВМС и морской пехоты за военное развёртывание с двумя бронзовыми звёздами за службу | Лента ВМС и морской пехоты службы за границей с четырьмя бронзовыми звёздами за службу | Лента за прохождение курса рекрутов в КМП США                            | Медаль «За службу в резерве вооружённых сил» с четырьмя мобилизационными развёртываниями                         |

### Другие награды и почести
- 2011 — Почётная медаль острова Эллис;
- 2010 — Гранд-маршал парада по случаю Дня Независимости Греции;
- 2006 — Награда за выдающееся руководство от Вашингтонского исторического общества;
- 2005 — Национальная гуманитарная медаль[25];
- 2004 — Награда за заслуги на государственной службе от Ассоциации греческих адвокатов;
- и др.[7][15][26]

## Публикации
- Joint Interagency Coordination Groups: The First Step
- Thieves of Baghdad: One Marine’s Passion for Ancient Civilizations and the Journey to Recover the World’s Greatest Stolen Treasures
- The Terrorist in the Art Gallery (Op-Ed)
- Fighting for Iraq’s Culture (Op-Ed)
- The Strategic Value of Heritage Training
- Casualties of War: The Looting of the Iraq Museum
- Casualties of War: Truth and the Iraq Museum
- On the Trail of the Iraq Museum’s Treasures
- The Way Ahead: a Five-Point Action Plan For Future Actions
- Combat Afghanistan
- Leadership and the Bond that Ties
- Till Death Do Us Part
- The Gathering Storm
- Duties That Are Best Shared
- Transforming Joint Interagency Operations
- The Art of War
- Interagency Operations: The Marine Specialty of this Century
- Pieces of the Cradle
- Joint Interagency Coordination: Every Tool in Our Arsenal
- Pursuit of Excellence
- Chancellorsville: You Can Lead a Horse to Water
- Through Soldier’s Eyes
- See No Evil: Museums, Art Collectors & Black Markets They Adore
- Celebrity Crime in the Spotlight
- Combating Global Traffic in Stolen Antiquities
- Search and Seizure: A Reasoned Approach
- Excellence for Its Own Sake. Beyond the Basics: Achieving a Liberal Education for All Children